# Alan Hale Jr.
Alan Hale Jr., nato Alan Hale MacKahan (Los Angeles, 8 marzo 1921 – Los Angeles, 2 gennaio 1990), è stato un attore statunitense.

## Biografia
È conosciuto principalmente per aver interpretato il ruolo di Jonas "Skipper" Grumby nella serie televisiva degli anni sessanta L'isola di Gilligan. Figlio degli attori Gretchen Hartman e Alan Hale, suo padre, uno dei più noti caratteristi del cinema hollywoodiano, morì nel 1950 per una malattia al fegato.
È morto nel 1990, a 68 anni, per insufficienza respiratoria causata dal cancro.

## Filmografia parziale

### Cinema
- Verso le coste di Tripoli (To the Shores of Tripoli), regia di H. Bruce Humberstone (1942)
- The McGuerins from Brooklyn, regia di Kurt Neumann (1942)
- Accadde nella quinta strada (It Happened on Fifth Avenue), regia di Roy Del Ruth (1947)
- Monsieur Beaucaire, regia di George Marshall (1946)
- Quando torna primavera (It Happens Every Spring), regia di Lloyd Bacon (1949)
- Rim of the Canyon, regia di John English (1949)
- Riders in the Sky, regia di John English (1949)
- The Blazing Sun, regia di John English (1950)
- The West Point Story, regia di Roy Del Ruth (1950)
- Una manciata d'odio (Short Grass), regia di Lesley Selander (1950)
- Mani insanguinate (Sierra Passage), regia di Frank McDonald (1950)
- Home Town Story, regia di Arthur Pierson (1951)
- I figli dei moschettieri (At Sword's Point), regia di Lewis Allen (1952)
- Il tesoro dei Sequoia (The Big Trees), regia di Felix E. Feist (1952)
- La maschera di fango (Springfield Rifle), regia di André De Toth (1952)
- La meticcia di Sacramento (The Man Behind the Gun), regia di Felix E. Feist (1953)
- La campana ha suonato (Silver Lode), regia di Allan Dwan (1954)
- Tu sei il mio destino (Young At Heart), regia di Gordon Douglas (1954)
- Il tesoro di Capitan Kidd (Captain Kidd and the Slave Girl), regia di Lew Landers (1954)
- La legge contro Billy Kid (The Law vs. Billy the Kid), regia di William Castle (1954)
- La storia di Tom Destry (Destry), regia di George Marshall (1954)
- Un napoletano nel Far West (Many Rivers to Cross), regia di Roy Rowland (1955)
- Gli amanti dei 5 mari (The Sea Chase), regia di John Farrow (1955)
- Il cacciatore di indiani (The Indian Fighter), regia di André De Toth (1955)
- L'assassino è perduto (The Killer Is Loose), regia di Budd Boetticher (1956)
- I tre fuorilegge (The Three Outlaws), regia di Sam Newfield (1956)
- Canyon River, regia di Harmon Jones (1956)
- Inno di battaglia (Battle Hymn), regia di Douglas Sirk (1957)
- La vera storia di Jess il bandito (The True Story of Jesse James), regia di Nicholas Ray (1957)
- Quota periscopio (Up Periscope), regia di Gordon Douglas (1959)
- Thunder in Carolina, regia di Paul Helmick (1960)
- La vergine di ferro (The Iron Maiden), regia di Gerald Thomas (1962)
- Una pallottola per un fuorilegge (Bullet for a Badman), regia di R.G. Springsteen (1964)
- Compagnia di codardi? (Advance to the Rear), regia di George Marshall (1964)
- Impiccalo più in alto (Hang 'Em High), regia di Ted Post (1968)
- La grande rapina di Long Island (Tiger by the Tail), regia di R.G. Springsteen (1968)
- Uomini e cobra (There Was A Croocked Man...) regia di Joseph L. Mankiewicz (1970)
- L'invasione dei ragni giganti (The Giant Spider Invasion), regia di Bill Rebane (1975)
- The Fifth Musketeer, regia di Ken Annakin (1979)
- Terror Night, regia di Nick Marino e André De Toth (1987)

### Televisione
- Le avventure di Rex Rider (The Range Rider) – serie TV, 5 episodi (1951)
- Le avventure di Gene Autry (The Gene Autry Show) – serie TV, 9 episodi (1950-1952)
- Biff Baker, U.S.A. – serie TV, 26 episodi (1952-1954)
- Stage 7 – serie TV, episodio 1x20 (1955)
- Navy Log – serie TV, episodio 1x13 (1955)
- The 20th Century-Fox Hour – serie TV, episodi 1x07-2x10 (1955-1957)
- Screen Directors Playhouse – serie TV, episodio 1x25 (1956)
- Crossroads – serie TV, episodi 1x26-2x06 (1956)
- The Alcoa Hour – serie TV, episodio 2x11 (1957)
- Casey Jones – serie TV, 32 episodi (1957-1958)
- General Electric Theater – serie TV, episodi 7x09-9x31 (1958-1961)
- The Texan – serie TV, 6 episodi (1958-1960)
- The Restless Gun – serie TV, episodio 2x26 (1959)
- Bonanza – serie TV, episodio 1x07 (1959)
- Disneyland – serie TV, 7 episodi (1959-1975)
- The Alaskans – serie TV, episodio 1x23 (1960)
- Wichita Town – serie TV, episodio 1x26 (1960)
- Maverick – serie TV, 2 episodi (1960-1962)
- Outlaws – serie TV, episodio 1x11 (1961)
- Hawaiian Eye – serie TV, episodio 2x30 (1961)
- Avventure in paradiso (Adventures in Paradise) – serie TV, episodi 2x19-2x26 (1961)
- Whispering Smith – serie TV, episodio 1x20 (1961)
- Lock-Up – serie TV, episodio 2x37 (1961)
- Follow the Sun – serie TV, episodio 1x23 (1962)
- Gli uomini della prateria (Rawhide) – serie TV, episodio 4x16 (1962)
- Corruptors (Target: The Corruptors) – serie TV, episodio 1x31 (1962)
- The Wide Country – serie TV, episodio 1x12 (1962)
- Indirizzo permanente (77 Sunset Strip) – serie TV, episodio 5x14 (1963)
- Vacation Playhouse – serie TV, episodio 1x09 (1963)
- Hondo – serie TV, episodio 1x13 (1967)
- Daktari – serie TV, episodio 4x09 (1968)
- Squadra speciale anticrimine (The Felony Squad) – serie TV, episodio 3x17 (1969)
- Selvaggio west (The Wild Wild West) – serie TV, episodio 4x17 (1969)
- Il virginiano (The Virginian) – serie TV, episodi 8x09-9x20 (1969-1971)
- Fantasilandia (Fantasy Island) – serie TV, 3 episodi (1978-1982)
- La signora in giallo (Murder, She Wrote) – serie TV,  episodio 2x13 (1986)
- Genitori in blue jeans (Growing Pains) – serie TV, 1 episodio (1987)
- L'isola di Gilligan (Gilligan's Island) – serie TV, 99 episodi (1964-1992)

### Doppiatore
- L'isola delle mille avventure (The New Adventures of Gilligan) - Serie animata (1974-1977)
- Il pianeta delle mille avventure (Gilligan's Planet) - Serie animata (1982-1983)

## Doppiatori italiani
- Nino Pavese in La storia di Tom Destry, Impiccalo più in alto
- Carlo Romano in I figli dei moschettieri, La signora prende il volo
- Renato Turi in La vera storia di Jess il bandito, Quota periscopio
- Gianfranco Bellini in Tu sei il mio destino
- Sergio Tedesco in Tu sei il mio destino (ridoppiaggio)
- Giorgio Capecchi in Il tesoro di Capitan Kidd
- Stefano Sibaldi in Un napoletano nel Far West
- Mario Besesti in Il cacciatore di indiani
- Manlio Busoni in L'assassino è perduto
- Vinicio Sofia in Inno di battaglia

Da doppiatore è sostituito da: 
- Enzo Consoli ne L'isola delle mille avventure, Il pianeta delle mille avventure